# Ричард Андрийский
Ричард Андрийский (Риккардо ди Андрия; итал. Riccardo di Andria; ум. около 1200) — католический святой, епископ Андрийский.

## Биография
Ричард был подданым Сицилийского королевства и длительное время возглавлял католическую епархию с центром в городе Андрия (Апулия, Италия). Уже будучи епископом, был участником Третьего Латеранского собора (1179), а спустя двадцать лет (1196) руководил церемонией переноса мощей Святого Эразма. Это даёт почти двадцатилетний задокументированный срок пребывания Ричарда на андрийской кафедре (согласно житийным источникам, он был епископом даже более 40 лет). 
Сохранились некоторые документы который епископ Ричард отправлял на рассмотрение Римской курии в понтификат Александра III (ум. 1181).
Епископ Ричард, по всей видимости, являлся талантливым церковным администратором, весьма почитаемым как простыми верующими, так и правившей в королевстве династией. После кончины (ок. 1200) мощи епископа были похоронены в кафедральном соборе Андрии, где к ним началось спонтанное паломничество. Важную роль сыграла поддержка культа Ричарда императором Фридрихом II Гогенштауфеном, который также был королём Сицилии (под именем Фридрих I). Две из четырёх жён Фридриха, Изабелла Иерусалимская и Изабелла Английская (дочь короля Англии Иоанна Безземельного) по его настоянию были похоронены в соборе Андрии рядом с мощами Ричарда. 
После периода некоторого забвения, о Ричарде вспомнил в 1430-х годах Франсуа II де Бо, герцог Андрии, который желал, чтобы его герцогство получило «своего» святого. В 1438 году мощи Ричарда были «обретены» (или же их достали из под спуда) и в том же году папа Евгений IV официально признал Ричарда святым покровителем Андрии. После этого сам Франсуа II де Бо даже написал агиографический труд о деяниях Ричарда.
При папе Урбане VII имя святого Ричарда Андрийского было занесено в Римский мартиролог (день памяти — 9 июня). 
На сегодняшний день Ричард по-прежнему почитается, как святой покровитель Андрии. Его мощи и сегодня хранятся в кафедральном соборе города, в «новом» мраморном саркофаге, изготовленном в 1836 году.
За пределами Апулии культ святого Ричарда Андрийского сравнительно малоизвестен.